# Randall Azofeifa
Randall Azofeifa (San José, 30 december 1984) is een Costa Ricaanse profvoetballer die tot 2006 onder contract stond bij Deportivo Saprissa. Tussen het seizoen 2006-2007 en 2010-2011 speelde hij voor de Belgische club KAA Gent. Azofeifa is een aanvallende middenvelder.

## Clubcarrière

### Deportivo Saprissa
Azofeifa won het nationaal kampioenschap, de UNCAF Nations Cup titel en een CONCACAF Champions Cup titel met C.D. Saprissa. Hij nam deel aan de FIFA Club World Championship Toyota Cup met zijn ploeg in 2005, waarin hij een belangrijke rol speelde en een derde plaats behaalde, na São Paulo Futebol Clube en Liverpool F.C..

### KAA Gent
Zijn eerste seizoen bij KAA Gent verliep zoals verwacht. Azofeifa had een aanpassingsperiode nodig maar naarmate het seizoen vorderde stond hij vaker en vaker in het basiselftal. Dat in tegenstelling tot zijn landgenoot Bryan Ruiz. Hij viel vooral op door zijn traptechniek.
Zijn 2de seizoen bij KAA Gent werd een dieptepunt in de carrière van Azofeifa : Hij speelde in totaal slechts 6 matchen. Op het einde van het seizoen mocht hij nog enkele minuten opdraven in de verloren bekerfinale tegen RSC Anderlecht, wat een lichtpuntje werd in zijn slechtste seizoen in z'n loopbaan. Toch dreigde hij na het seizoen om te vertrekken maar toen Trond Sollied ontslag nam en Michel Preud'homme de nieuwe coach werd bij Gent, trok hij dit dreigement al snel in.
In zijn derde seizoen bij KAA Gent vocht Azofeifa terug: hij werd een vaste pion in de elf van Michel Preud'homme. Het seizoen 2008/2009 werd een positieve noot in de carrière van de toen 26-jarige Costa Ricaan. Hij maakte een paar goals en leverde heel wat assists af. Hij startte het seizoen goed, met enkele mooie doelpunten. In het daaropvolgende seizoen 2009/2010 was hij minder wisselvallig en werd hij een supersub bij KAA Gent. Hij startte het seizoen erg goed, had voortdurend een basisplaats maar toen de ploeg een dip kreeg viel hij buiten de ploeg. Dat duurde tot eind januari, want toen mocht hij nog eens opdraven tegen KVC Westerlo. Vanaf dat moment had hij een basisplaats en de kers op de taart kwam er met de bekerwinst. Hij speelde de volle 90 minuten en leverde een knappe prestatie af.

### Turkije
In de winterstop van het seizoen 2010-2011 maakte Azofeifa de overstap naar het Turkse Gençlerbirliği SK. Bij deze club werd hij meteen basisspeler. In juli 2013 volgde hij zijn coach Fuat Çapa naar Kayseri Erciyesspor.

## Interlandcarrière
Azofeifa speelde zijn eerste interland voor zijn vaderland Costa Rica op 12 oktober 2005 tegen Guatemala. Hij maakte deel uit van de selectie voor het WK voetbal 2006 en speelde tot op heden 33 interlands, waarin hij één keer tot scoren kwam.

## Clubstatistieken
| seizoen | club                | land       | competitie         | duels | goals |
| ------- | ------------------- | ---------- | ------------------ | ----- | ----- |
| 2002/03 | Deportivo Saprissa  | Costa Rica | Primera División   | 6     | 0     |
| 2003/04 | Deportivo Saprissa  | Costa Rica | Primera División   | 8     | 0     |
| 2004/05 | Deportivo Saprissa  | Costa Rica | Primera División   | 14    | 2     |
| 2005/06 | Deportivo Saprissa  | Costa Rica | Primera División   | 18    | 5     |
| 2006/07 | KAA Gent            | België     | Eerste Klasse      | 14    | 2     |
| 2007/08 | KAA Gent            | België     | Eerste Klasse      | 17    | 5     |
| 2008/09 | KAA Gent            | België     | Jupiler Pro League | 29    | 3     |
| 2009/10 | KAA Gent            | België     | Jupiler Pro League | 23    | 7     |
| 2010/11 | KAA Gent            | België     | Jupiler Pro League | 16    | 2     |
| 2010/11 | Gençlerbirliği SK   | Turkije    | Süper Lig          | 14    | 0     |
| 2011/12 | Gençlerbirliği SK   | Turkije    | Süper Lig          | 28    | 4     |
| 2012/13 | Gençlerbirliği SK   | Turkije    | Süper Lig          | 28    | 3     |
| 2013/14 | Kayseri Erciyesspor | Turkije    | Süper Lig          | 17    | 1     |
| 2014/15 | CS Uruguay          | Costa Rica | Primera División   | 10    | 1     |
| 2014/15 | CS Herediano        | Costa Rica | Primera División   | 12    | 1     |
| 2015/16 | CS Herediano        | Costa Rica | Primera División   | 38    | 9     |
| Totaal  | Totaal              | Totaal     | Totaal             | 278   | 45    |